# Thomas Dawson
Pour les articles homonymes, voir Dawson.
Thomas Rayner Dawson (28 novembre 1889 à Leeds - 16 décembre 1951) était un compositeur britannique de problèmes d'échecs, aussi appelé problémiste.

## Biographie
Thomas Dawson a inventé plusieurs pièces féeriques, en particulier la sauterelle et le noctambule, qui sont parmi les plus populaires.
Dawson publia son premier problème en 1907. Ses compositions de problèmes d'échecs incluent 5 320 compositions d'échecs féériques et 885 mats directs. 120 de ses problèmes ont été récompensés.
Il fonda en 1926 la revue The Problemist, qui continue encore aujourd'hui de publier des problèmes d'échecs.

## Exemples de problèmes
|   | a | b | c | d | e | f | g | h |   |
| 8 | Roi noir sur case blanche a8 · Fou noir sur case blanche c8 · Roi blanc sur case noire d8 · Fou blanc sur case blanche e8 · Cavalier blanc sur case noire f8 · Tour blanche sur case blanche f7 · Pion blanc sur case noire g7 · Pion blanc sur case blanche h7 · Tour blanche sur case blanche g6 · Cavalier blanc sur case noire h6 | Roi noir sur case blanche a8 · Fou noir sur case blanche c8 · Roi blanc sur case noire d8 · Fou blanc sur case blanche e8 · Cavalier blanc sur case noire f8 · Tour blanche sur case blanche f7 · Pion blanc sur case noire g7 · Pion blanc sur case blanche h7 · Tour blanche sur case blanche g6 · Cavalier blanc sur case noire h6 | Roi noir sur case blanche a8 · Fou noir sur case blanche c8 · Roi blanc sur case noire d8 · Fou blanc sur case blanche e8 · Cavalier blanc sur case noire f8 · Tour blanche sur case blanche f7 · Pion blanc sur case noire g7 · Pion blanc sur case blanche h7 · Tour blanche sur case blanche g6 · Cavalier blanc sur case noire h6 | Roi noir sur case blanche a8 · Fou noir sur case blanche c8 · Roi blanc sur case noire d8 · Fou blanc sur case blanche e8 · Cavalier blanc sur case noire f8 · Tour blanche sur case blanche f7 · Pion blanc sur case noire g7 · Pion blanc sur case blanche h7 · Tour blanche sur case blanche g6 · Cavalier blanc sur case noire h6 | Roi noir sur case blanche a8 · Fou noir sur case blanche c8 · Roi blanc sur case noire d8 · Fou blanc sur case blanche e8 · Cavalier blanc sur case noire f8 · Tour blanche sur case blanche f7 · Pion blanc sur case noire g7 · Pion blanc sur case blanche h7 · Tour blanche sur case blanche g6 · Cavalier blanc sur case noire h6 | Roi noir sur case blanche a8 · Fou noir sur case blanche c8 · Roi blanc sur case noire d8 · Fou blanc sur case blanche e8 · Cavalier blanc sur case noire f8 · Tour blanche sur case blanche f7 · Pion blanc sur case noire g7 · Pion blanc sur case blanche h7 · Tour blanche sur case blanche g6 · Cavalier blanc sur case noire h6 | Roi noir sur case blanche a8 · Fou noir sur case blanche c8 · Roi blanc sur case noire d8 · Fou blanc sur case blanche e8 · Cavalier blanc sur case noire f8 · Tour blanche sur case blanche f7 · Pion blanc sur case noire g7 · Pion blanc sur case blanche h7 · Tour blanche sur case blanche g6 · Cavalier blanc sur case noire h6 | Roi noir sur case blanche a8 · Fou noir sur case blanche c8 · Roi blanc sur case noire d8 · Fou blanc sur case blanche e8 · Cavalier blanc sur case noire f8 · Tour blanche sur case blanche f7 · Pion blanc sur case noire g7 · Pion blanc sur case blanche h7 · Tour blanche sur case blanche g6 · Cavalier blanc sur case noire h6 | 8 |
| 7 | Roi noir sur case blanche a8 · Fou noir sur case blanche c8 · Roi blanc sur case noire d8 · Fou blanc sur case blanche e8 · Cavalier blanc sur case noire f8 · Tour blanche sur case blanche f7 · Pion blanc sur case noire g7 · Pion blanc sur case blanche h7 · Tour blanche sur case blanche g6 · Cavalier blanc sur case noire h6 | Roi noir sur case blanche a8 · Fou noir sur case blanche c8 · Roi blanc sur case noire d8 · Fou blanc sur case blanche e8 · Cavalier blanc sur case noire f8 · Tour blanche sur case blanche f7 · Pion blanc sur case noire g7 · Pion blanc sur case blanche h7 · Tour blanche sur case blanche g6 · Cavalier blanc sur case noire h6 | Roi noir sur case blanche a8 · Fou noir sur case blanche c8 · Roi blanc sur case noire d8 · Fou blanc sur case blanche e8 · Cavalier blanc sur case noire f8 · Tour blanche sur case blanche f7 · Pion blanc sur case noire g7 · Pion blanc sur case blanche h7 · Tour blanche sur case blanche g6 · Cavalier blanc sur case noire h6 | Roi noir sur case blanche a8 · Fou noir sur case blanche c8 · Roi blanc sur case noire d8 · Fou blanc sur case blanche e8 · Cavalier blanc sur case noire f8 · Tour blanche sur case blanche f7 · Pion blanc sur case noire g7 · Pion blanc sur case blanche h7 · Tour blanche sur case blanche g6 · Cavalier blanc sur case noire h6 | Roi noir sur case blanche a8 · Fou noir sur case blanche c8 · Roi blanc sur case noire d8 · Fou blanc sur case blanche e8 · Cavalier blanc sur case noire f8 · Tour blanche sur case blanche f7 · Pion blanc sur case noire g7 · Pion blanc sur case blanche h7 · Tour blanche sur case blanche g6 · Cavalier blanc sur case noire h6 | Roi noir sur case blanche a8 · Fou noir sur case blanche c8 · Roi blanc sur case noire d8 · Fou blanc sur case blanche e8 · Cavalier blanc sur case noire f8 · Tour blanche sur case blanche f7 · Pion blanc sur case noire g7 · Pion blanc sur case blanche h7 · Tour blanche sur case blanche g6 · Cavalier blanc sur case noire h6 | Roi noir sur case blanche a8 · Fou noir sur case blanche c8 · Roi blanc sur case noire d8 · Fou blanc sur case blanche e8 · Cavalier blanc sur case noire f8 · Tour blanche sur case blanche f7 · Pion blanc sur case noire g7 · Pion blanc sur case blanche h7 · Tour blanche sur case blanche g6 · Cavalier blanc sur case noire h6 | Roi noir sur case blanche a8 · Fou noir sur case blanche c8 · Roi blanc sur case noire d8 · Fou blanc sur case blanche e8 · Cavalier blanc sur case noire f8 · Tour blanche sur case blanche f7 · Pion blanc sur case noire g7 · Pion blanc sur case blanche h7 · Tour blanche sur case blanche g6 · Cavalier blanc sur case noire h6 | 7 |
| 6 | Roi noir sur case blanche a8 · Fou noir sur case blanche c8 · Roi blanc sur case noire d8 · Fou blanc sur case blanche e8 · Cavalier blanc sur case noire f8 · Tour blanche sur case blanche f7 · Pion blanc sur case noire g7 · Pion blanc sur case blanche h7 · Tour blanche sur case blanche g6 · Cavalier blanc sur case noire h6 | Roi noir sur case blanche a8 · Fou noir sur case blanche c8 · Roi blanc sur case noire d8 · Fou blanc sur case blanche e8 · Cavalier blanc sur case noire f8 · Tour blanche sur case blanche f7 · Pion blanc sur case noire g7 · Pion blanc sur case blanche h7 · Tour blanche sur case blanche g6 · Cavalier blanc sur case noire h6 | Roi noir sur case blanche a8 · Fou noir sur case blanche c8 · Roi blanc sur case noire d8 · Fou blanc sur case blanche e8 · Cavalier blanc sur case noire f8 · Tour blanche sur case blanche f7 · Pion blanc sur case noire g7 · Pion blanc sur case blanche h7 · Tour blanche sur case blanche g6 · Cavalier blanc sur case noire h6 | Roi noir sur case blanche a8 · Fou noir sur case blanche c8 · Roi blanc sur case noire d8 · Fou blanc sur case blanche e8 · Cavalier blanc sur case noire f8 · Tour blanche sur case blanche f7 · Pion blanc sur case noire g7 · Pion blanc sur case blanche h7 · Tour blanche sur case blanche g6 · Cavalier blanc sur case noire h6 | Roi noir sur case blanche a8 · Fou noir sur case blanche c8 · Roi blanc sur case noire d8 · Fou blanc sur case blanche e8 · Cavalier blanc sur case noire f8 · Tour blanche sur case blanche f7 · Pion blanc sur case noire g7 · Pion blanc sur case blanche h7 · Tour blanche sur case blanche g6 · Cavalier blanc sur case noire h6 | Roi noir sur case blanche a8 · Fou noir sur case blanche c8 · Roi blanc sur case noire d8 · Fou blanc sur case blanche e8 · Cavalier blanc sur case noire f8 · Tour blanche sur case blanche f7 · Pion blanc sur case noire g7 · Pion blanc sur case blanche h7 · Tour blanche sur case blanche g6 · Cavalier blanc sur case noire h6 | Roi noir sur case blanche a8 · Fou noir sur case blanche c8 · Roi blanc sur case noire d8 · Fou blanc sur case blanche e8 · Cavalier blanc sur case noire f8 · Tour blanche sur case blanche f7 · Pion blanc sur case noire g7 · Pion blanc sur case blanche h7 · Tour blanche sur case blanche g6 · Cavalier blanc sur case noire h6 | Roi noir sur case blanche a8 · Fou noir sur case blanche c8 · Roi blanc sur case noire d8 · Fou blanc sur case blanche e8 · Cavalier blanc sur case noire f8 · Tour blanche sur case blanche f7 · Pion blanc sur case noire g7 · Pion blanc sur case blanche h7 · Tour blanche sur case blanche g6 · Cavalier blanc sur case noire h6 | 6 |
| 5 | Roi noir sur case blanche a8 · Fou noir sur case blanche c8 · Roi blanc sur case noire d8 · Fou blanc sur case blanche e8 · Cavalier blanc sur case noire f8 · Tour blanche sur case blanche f7 · Pion blanc sur case noire g7 · Pion blanc sur case blanche h7 · Tour blanche sur case blanche g6 · Cavalier blanc sur case noire h6 | Roi noir sur case blanche a8 · Fou noir sur case blanche c8 · Roi blanc sur case noire d8 · Fou blanc sur case blanche e8 · Cavalier blanc sur case noire f8 · Tour blanche sur case blanche f7 · Pion blanc sur case noire g7 · Pion blanc sur case blanche h7 · Tour blanche sur case blanche g6 · Cavalier blanc sur case noire h6 | Roi noir sur case blanche a8 · Fou noir sur case blanche c8 · Roi blanc sur case noire d8 · Fou blanc sur case blanche e8 · Cavalier blanc sur case noire f8 · Tour blanche sur case blanche f7 · Pion blanc sur case noire g7 · Pion blanc sur case blanche h7 · Tour blanche sur case blanche g6 · Cavalier blanc sur case noire h6 | Roi noir sur case blanche a8 · Fou noir sur case blanche c8 · Roi blanc sur case noire d8 · Fou blanc sur case blanche e8 · Cavalier blanc sur case noire f8 · Tour blanche sur case blanche f7 · Pion blanc sur case noire g7 · Pion blanc sur case blanche h7 · Tour blanche sur case blanche g6 · Cavalier blanc sur case noire h6 | Roi noir sur case blanche a8 · Fou noir sur case blanche c8 · Roi blanc sur case noire d8 · Fou blanc sur case blanche e8 · Cavalier blanc sur case noire f8 · Tour blanche sur case blanche f7 · Pion blanc sur case noire g7 · Pion blanc sur case blanche h7 · Tour blanche sur case blanche g6 · Cavalier blanc sur case noire h6 | Roi noir sur case blanche a8 · Fou noir sur case blanche c8 · Roi blanc sur case noire d8 · Fou blanc sur case blanche e8 · Cavalier blanc sur case noire f8 · Tour blanche sur case blanche f7 · Pion blanc sur case noire g7 · Pion blanc sur case blanche h7 · Tour blanche sur case blanche g6 · Cavalier blanc sur case noire h6 | Roi noir sur case blanche a8 · Fou noir sur case blanche c8 · Roi blanc sur case noire d8 · Fou blanc sur case blanche e8 · Cavalier blanc sur case noire f8 · Tour blanche sur case blanche f7 · Pion blanc sur case noire g7 · Pion blanc sur case blanche h7 · Tour blanche sur case blanche g6 · Cavalier blanc sur case noire h6 | Roi noir sur case blanche a8 · Fou noir sur case blanche c8 · Roi blanc sur case noire d8 · Fou blanc sur case blanche e8 · Cavalier blanc sur case noire f8 · Tour blanche sur case blanche f7 · Pion blanc sur case noire g7 · Pion blanc sur case blanche h7 · Tour blanche sur case blanche g6 · Cavalier blanc sur case noire h6 | 5 |
| 4 | Roi noir sur case blanche a8 · Fou noir sur case blanche c8 · Roi blanc sur case noire d8 · Fou blanc sur case blanche e8 · Cavalier blanc sur case noire f8 · Tour blanche sur case blanche f7 · Pion blanc sur case noire g7 · Pion blanc sur case blanche h7 · Tour blanche sur case blanche g6 · Cavalier blanc sur case noire h6 | Roi noir sur case blanche a8 · Fou noir sur case blanche c8 · Roi blanc sur case noire d8 · Fou blanc sur case blanche e8 · Cavalier blanc sur case noire f8 · Tour blanche sur case blanche f7 · Pion blanc sur case noire g7 · Pion blanc sur case blanche h7 · Tour blanche sur case blanche g6 · Cavalier blanc sur case noire h6 | Roi noir sur case blanche a8 · Fou noir sur case blanche c8 · Roi blanc sur case noire d8 · Fou blanc sur case blanche e8 · Cavalier blanc sur case noire f8 · Tour blanche sur case blanche f7 · Pion blanc sur case noire g7 · Pion blanc sur case blanche h7 · Tour blanche sur case blanche g6 · Cavalier blanc sur case noire h6 | Roi noir sur case blanche a8 · Fou noir sur case blanche c8 · Roi blanc sur case noire d8 · Fou blanc sur case blanche e8 · Cavalier blanc sur case noire f8 · Tour blanche sur case blanche f7 · Pion blanc sur case noire g7 · Pion blanc sur case blanche h7 · Tour blanche sur case blanche g6 · Cavalier blanc sur case noire h6 | Roi noir sur case blanche a8 · Fou noir sur case blanche c8 · Roi blanc sur case noire d8 · Fou blanc sur case blanche e8 · Cavalier blanc sur case noire f8 · Tour blanche sur case blanche f7 · Pion blanc sur case noire g7 · Pion blanc sur case blanche h7 · Tour blanche sur case blanche g6 · Cavalier blanc sur case noire h6 | Roi noir sur case blanche a8 · Fou noir sur case blanche c8 · Roi blanc sur case noire d8 · Fou blanc sur case blanche e8 · Cavalier blanc sur case noire f8 · Tour blanche sur case blanche f7 · Pion blanc sur case noire g7 · Pion blanc sur case blanche h7 · Tour blanche sur case blanche g6 · Cavalier blanc sur case noire h6 | Roi noir sur case blanche a8 · Fou noir sur case blanche c8 · Roi blanc sur case noire d8 · Fou blanc sur case blanche e8 · Cavalier blanc sur case noire f8 · Tour blanche sur case blanche f7 · Pion blanc sur case noire g7 · Pion blanc sur case blanche h7 · Tour blanche sur case blanche g6 · Cavalier blanc sur case noire h6 | Roi noir sur case blanche a8 · Fou noir sur case blanche c8 · Roi blanc sur case noire d8 · Fou blanc sur case blanche e8 · Cavalier blanc sur case noire f8 · Tour blanche sur case blanche f7 · Pion blanc sur case noire g7 · Pion blanc sur case blanche h7 · Tour blanche sur case blanche g6 · Cavalier blanc sur case noire h6 | 4 |
| 3 | Roi noir sur case blanche a8 · Fou noir sur case blanche c8 · Roi blanc sur case noire d8 · Fou blanc sur case blanche e8 · Cavalier blanc sur case noire f8 · Tour blanche sur case blanche f7 · Pion blanc sur case noire g7 · Pion blanc sur case blanche h7 · Tour blanche sur case blanche g6 · Cavalier blanc sur case noire h6 | Roi noir sur case blanche a8 · Fou noir sur case blanche c8 · Roi blanc sur case noire d8 · Fou blanc sur case blanche e8 · Cavalier blanc sur case noire f8 · Tour blanche sur case blanche f7 · Pion blanc sur case noire g7 · Pion blanc sur case blanche h7 · Tour blanche sur case blanche g6 · Cavalier blanc sur case noire h6 | Roi noir sur case blanche a8 · Fou noir sur case blanche c8 · Roi blanc sur case noire d8 · Fou blanc sur case blanche e8 · Cavalier blanc sur case noire f8 · Tour blanche sur case blanche f7 · Pion blanc sur case noire g7 · Pion blanc sur case blanche h7 · Tour blanche sur case blanche g6 · Cavalier blanc sur case noire h6 | Roi noir sur case blanche a8 · Fou noir sur case blanche c8 · Roi blanc sur case noire d8 · Fou blanc sur case blanche e8 · Cavalier blanc sur case noire f8 · Tour blanche sur case blanche f7 · Pion blanc sur case noire g7 · Pion blanc sur case blanche h7 · Tour blanche sur case blanche g6 · Cavalier blanc sur case noire h6 | Roi noir sur case blanche a8 · Fou noir sur case blanche c8 · Roi blanc sur case noire d8 · Fou blanc sur case blanche e8 · Cavalier blanc sur case noire f8 · Tour blanche sur case blanche f7 · Pion blanc sur case noire g7 · Pion blanc sur case blanche h7 · Tour blanche sur case blanche g6 · Cavalier blanc sur case noire h6 | Roi noir sur case blanche a8 · Fou noir sur case blanche c8 · Roi blanc sur case noire d8 · Fou blanc sur case blanche e8 · Cavalier blanc sur case noire f8 · Tour blanche sur case blanche f7 · Pion blanc sur case noire g7 · Pion blanc sur case blanche h7 · Tour blanche sur case blanche g6 · Cavalier blanc sur case noire h6 | Roi noir sur case blanche a8 · Fou noir sur case blanche c8 · Roi blanc sur case noire d8 · Fou blanc sur case blanche e8 · Cavalier blanc sur case noire f8 · Tour blanche sur case blanche f7 · Pion blanc sur case noire g7 · Pion blanc sur case blanche h7 · Tour blanche sur case blanche g6 · Cavalier blanc sur case noire h6 | Roi noir sur case blanche a8 · Fou noir sur case blanche c8 · Roi blanc sur case noire d8 · Fou blanc sur case blanche e8 · Cavalier blanc sur case noire f8 · Tour blanche sur case blanche f7 · Pion blanc sur case noire g7 · Pion blanc sur case blanche h7 · Tour blanche sur case blanche g6 · Cavalier blanc sur case noire h6 | 3 |
| 2 | Roi noir sur case blanche a8 · Fou noir sur case blanche c8 · Roi blanc sur case noire d8 · Fou blanc sur case blanche e8 · Cavalier blanc sur case noire f8 · Tour blanche sur case blanche f7 · Pion blanc sur case noire g7 · Pion blanc sur case blanche h7 · Tour blanche sur case blanche g6 · Cavalier blanc sur case noire h6 | Roi noir sur case blanche a8 · Fou noir sur case blanche c8 · Roi blanc sur case noire d8 · Fou blanc sur case blanche e8 · Cavalier blanc sur case noire f8 · Tour blanche sur case blanche f7 · Pion blanc sur case noire g7 · Pion blanc sur case blanche h7 · Tour blanche sur case blanche g6 · Cavalier blanc sur case noire h6 | Roi noir sur case blanche a8 · Fou noir sur case blanche c8 · Roi blanc sur case noire d8 · Fou blanc sur case blanche e8 · Cavalier blanc sur case noire f8 · Tour blanche sur case blanche f7 · Pion blanc sur case noire g7 · Pion blanc sur case blanche h7 · Tour blanche sur case blanche g6 · Cavalier blanc sur case noire h6 | Roi noir sur case blanche a8 · Fou noir sur case blanche c8 · Roi blanc sur case noire d8 · Fou blanc sur case blanche e8 · Cavalier blanc sur case noire f8 · Tour blanche sur case blanche f7 · Pion blanc sur case noire g7 · Pion blanc sur case blanche h7 · Tour blanche sur case blanche g6 · Cavalier blanc sur case noire h6 | Roi noir sur case blanche a8 · Fou noir sur case blanche c8 · Roi blanc sur case noire d8 · Fou blanc sur case blanche e8 · Cavalier blanc sur case noire f8 · Tour blanche sur case blanche f7 · Pion blanc sur case noire g7 · Pion blanc sur case blanche h7 · Tour blanche sur case blanche g6 · Cavalier blanc sur case noire h6 | Roi noir sur case blanche a8 · Fou noir sur case blanche c8 · Roi blanc sur case noire d8 · Fou blanc sur case blanche e8 · Cavalier blanc sur case noire f8 · Tour blanche sur case blanche f7 · Pion blanc sur case noire g7 · Pion blanc sur case blanche h7 · Tour blanche sur case blanche g6 · Cavalier blanc sur case noire h6 | Roi noir sur case blanche a8 · Fou noir sur case blanche c8 · Roi blanc sur case noire d8 · Fou blanc sur case blanche e8 · Cavalier blanc sur case noire f8 · Tour blanche sur case blanche f7 · Pion blanc sur case noire g7 · Pion blanc sur case blanche h7 · Tour blanche sur case blanche g6 · Cavalier blanc sur case noire h6 | Roi noir sur case blanche a8 · Fou noir sur case blanche c8 · Roi blanc sur case noire d8 · Fou blanc sur case blanche e8 · Cavalier blanc sur case noire f8 · Tour blanche sur case blanche f7 · Pion blanc sur case noire g7 · Pion blanc sur case blanche h7 · Tour blanche sur case blanche g6 · Cavalier blanc sur case noire h6 | 2 |
| 1 | Roi noir sur case blanche a8 · Fou noir sur case blanche c8 · Roi blanc sur case noire d8 · Fou blanc sur case blanche e8 · Cavalier blanc sur case noire f8 · Tour blanche sur case blanche f7 · Pion blanc sur case noire g7 · Pion blanc sur case blanche h7 · Tour blanche sur case blanche g6 · Cavalier blanc sur case noire h6 | Roi noir sur case blanche a8 · Fou noir sur case blanche c8 · Roi blanc sur case noire d8 · Fou blanc sur case blanche e8 · Cavalier blanc sur case noire f8 · Tour blanche sur case blanche f7 · Pion blanc sur case noire g7 · Pion blanc sur case blanche h7 · Tour blanche sur case blanche g6 · Cavalier blanc sur case noire h6 | Roi noir sur case blanche a8 · Fou noir sur case blanche c8 · Roi blanc sur case noire d8 · Fou blanc sur case blanche e8 · Cavalier blanc sur case noire f8 · Tour blanche sur case blanche f7 · Pion blanc sur case noire g7 · Pion blanc sur case blanche h7 · Tour blanche sur case blanche g6 · Cavalier blanc sur case noire h6 | Roi noir sur case blanche a8 · Fou noir sur case blanche c8 · Roi blanc sur case noire d8 · Fou blanc sur case blanche e8 · Cavalier blanc sur case noire f8 · Tour blanche sur case blanche f7 · Pion blanc sur case noire g7 · Pion blanc sur case blanche h7 · Tour blanche sur case blanche g6 · Cavalier blanc sur case noire h6 | Roi noir sur case blanche a8 · Fou noir sur case blanche c8 · Roi blanc sur case noire d8 · Fou blanc sur case blanche e8 · Cavalier blanc sur case noire f8 · Tour blanche sur case blanche f7 · Pion blanc sur case noire g7 · Pion blanc sur case blanche h7 · Tour blanche sur case blanche g6 · Cavalier blanc sur case noire h6 | Roi noir sur case blanche a8 · Fou noir sur case blanche c8 · Roi blanc sur case noire d8 · Fou blanc sur case blanche e8 · Cavalier blanc sur case noire f8 · Tour blanche sur case blanche f7 · Pion blanc sur case noire g7 · Pion blanc sur case blanche h7 · Tour blanche sur case blanche g6 · Cavalier blanc sur case noire h6 | Roi noir sur case blanche a8 · Fou noir sur case blanche c8 · Roi blanc sur case noire d8 · Fou blanc sur case blanche e8 · Cavalier blanc sur case noire f8 · Tour blanche sur case blanche f7 · Pion blanc sur case noire g7 · Pion blanc sur case blanche h7 · Tour blanche sur case blanche g6 · Cavalier blanc sur case noire h6 | Roi noir sur case blanche a8 · Fou noir sur case blanche c8 · Roi blanc sur case noire d8 · Fou blanc sur case blanche e8 · Cavalier blanc sur case noire f8 · Tour blanche sur case blanche f7 · Pion blanc sur case noire g7 · Pion blanc sur case blanche h7 · Tour blanche sur case blanche g6 · Cavalier blanc sur case noire h6 | 1 |
|   | a | b | c | d | e | f | g | h |   |

|   | a | b | c | d | e | f | g | h |   |
| 8 | Roi noir sur case blanche a8 · Fou blanc sur case noire a7 · Pion noir sur case blanche h7 · Pion blanc sur case noire b6 · Pion blanc sur case blanche g6 · Pion noir sur case noire h6 · Pion blanc sur case noire a5 · Pion blanc sur case noire g5 · Pion noir sur case blanche h5 · Pion blanc sur case noire b4 · Pion blanc sur case noire a3 · Roi blanc sur case noire g3 · Pion noir sur case blanche h3 · Pion noir sur case blanche a2 · Pion blanc sur case noire b2 · Fou noir sur case blanche f1 · Fou noir sur case noire g1 | Roi noir sur case blanche a8 · Fou blanc sur case noire a7 · Pion noir sur case blanche h7 · Pion blanc sur case noire b6 · Pion blanc sur case blanche g6 · Pion noir sur case noire h6 · Pion blanc sur case noire a5 · Pion blanc sur case noire g5 · Pion noir sur case blanche h5 · Pion blanc sur case noire b4 · Pion blanc sur case noire a3 · Roi blanc sur case noire g3 · Pion noir sur case blanche h3 · Pion noir sur case blanche a2 · Pion blanc sur case noire b2 · Fou noir sur case blanche f1 · Fou noir sur case noire g1 | Roi noir sur case blanche a8 · Fou blanc sur case noire a7 · Pion noir sur case blanche h7 · Pion blanc sur case noire b6 · Pion blanc sur case blanche g6 · Pion noir sur case noire h6 · Pion blanc sur case noire a5 · Pion blanc sur case noire g5 · Pion noir sur case blanche h5 · Pion blanc sur case noire b4 · Pion blanc sur case noire a3 · Roi blanc sur case noire g3 · Pion noir sur case blanche h3 · Pion noir sur case blanche a2 · Pion blanc sur case noire b2 · Fou noir sur case blanche f1 · Fou noir sur case noire g1 | Roi noir sur case blanche a8 · Fou blanc sur case noire a7 · Pion noir sur case blanche h7 · Pion blanc sur case noire b6 · Pion blanc sur case blanche g6 · Pion noir sur case noire h6 · Pion blanc sur case noire a5 · Pion blanc sur case noire g5 · Pion noir sur case blanche h5 · Pion blanc sur case noire b4 · Pion blanc sur case noire a3 · Roi blanc sur case noire g3 · Pion noir sur case blanche h3 · Pion noir sur case blanche a2 · Pion blanc sur case noire b2 · Fou noir sur case blanche f1 · Fou noir sur case noire g1 | Roi noir sur case blanche a8 · Fou blanc sur case noire a7 · Pion noir sur case blanche h7 · Pion blanc sur case noire b6 · Pion blanc sur case blanche g6 · Pion noir sur case noire h6 · Pion blanc sur case noire a5 · Pion blanc sur case noire g5 · Pion noir sur case blanche h5 · Pion blanc sur case noire b4 · Pion blanc sur case noire a3 · Roi blanc sur case noire g3 · Pion noir sur case blanche h3 · Pion noir sur case blanche a2 · Pion blanc sur case noire b2 · Fou noir sur case blanche f1 · Fou noir sur case noire g1 | Roi noir sur case blanche a8 · Fou blanc sur case noire a7 · Pion noir sur case blanche h7 · Pion blanc sur case noire b6 · Pion blanc sur case blanche g6 · Pion noir sur case noire h6 · Pion blanc sur case noire a5 · Pion blanc sur case noire g5 · Pion noir sur case blanche h5 · Pion blanc sur case noire b4 · Pion blanc sur case noire a3 · Roi blanc sur case noire g3 · Pion noir sur case blanche h3 · Pion noir sur case blanche a2 · Pion blanc sur case noire b2 · Fou noir sur case blanche f1 · Fou noir sur case noire g1 | Roi noir sur case blanche a8 · Fou blanc sur case noire a7 · Pion noir sur case blanche h7 · Pion blanc sur case noire b6 · Pion blanc sur case blanche g6 · Pion noir sur case noire h6 · Pion blanc sur case noire a5 · Pion blanc sur case noire g5 · Pion noir sur case blanche h5 · Pion blanc sur case noire b4 · Pion blanc sur case noire a3 · Roi blanc sur case noire g3 · Pion noir sur case blanche h3 · Pion noir sur case blanche a2 · Pion blanc sur case noire b2 · Fou noir sur case blanche f1 · Fou noir sur case noire g1 | Roi noir sur case blanche a8 · Fou blanc sur case noire a7 · Pion noir sur case blanche h7 · Pion blanc sur case noire b6 · Pion blanc sur case blanche g6 · Pion noir sur case noire h6 · Pion blanc sur case noire a5 · Pion blanc sur case noire g5 · Pion noir sur case blanche h5 · Pion blanc sur case noire b4 · Pion blanc sur case noire a3 · Roi blanc sur case noire g3 · Pion noir sur case blanche h3 · Pion noir sur case blanche a2 · Pion blanc sur case noire b2 · Fou noir sur case blanche f1 · Fou noir sur case noire g1 | 8 |
| 7 | Roi noir sur case blanche a8 · Fou blanc sur case noire a7 · Pion noir sur case blanche h7 · Pion blanc sur case noire b6 · Pion blanc sur case blanche g6 · Pion noir sur case noire h6 · Pion blanc sur case noire a5 · Pion blanc sur case noire g5 · Pion noir sur case blanche h5 · Pion blanc sur case noire b4 · Pion blanc sur case noire a3 · Roi blanc sur case noire g3 · Pion noir sur case blanche h3 · Pion noir sur case blanche a2 · Pion blanc sur case noire b2 · Fou noir sur case blanche f1 · Fou noir sur case noire g1 | Roi noir sur case blanche a8 · Fou blanc sur case noire a7 · Pion noir sur case blanche h7 · Pion blanc sur case noire b6 · Pion blanc sur case blanche g6 · Pion noir sur case noire h6 · Pion blanc sur case noire a5 · Pion blanc sur case noire g5 · Pion noir sur case blanche h5 · Pion blanc sur case noire b4 · Pion blanc sur case noire a3 · Roi blanc sur case noire g3 · Pion noir sur case blanche h3 · Pion noir sur case blanche a2 · Pion blanc sur case noire b2 · Fou noir sur case blanche f1 · Fou noir sur case noire g1 | Roi noir sur case blanche a8 · Fou blanc sur case noire a7 · Pion noir sur case blanche h7 · Pion blanc sur case noire b6 · Pion blanc sur case blanche g6 · Pion noir sur case noire h6 · Pion blanc sur case noire a5 · Pion blanc sur case noire g5 · Pion noir sur case blanche h5 · Pion blanc sur case noire b4 · Pion blanc sur case noire a3 · Roi blanc sur case noire g3 · Pion noir sur case blanche h3 · Pion noir sur case blanche a2 · Pion blanc sur case noire b2 · Fou noir sur case blanche f1 · Fou noir sur case noire g1 | Roi noir sur case blanche a8 · Fou blanc sur case noire a7 · Pion noir sur case blanche h7 · Pion blanc sur case noire b6 · Pion blanc sur case blanche g6 · Pion noir sur case noire h6 · Pion blanc sur case noire a5 · Pion blanc sur case noire g5 · Pion noir sur case blanche h5 · Pion blanc sur case noire b4 · Pion blanc sur case noire a3 · Roi blanc sur case noire g3 · Pion noir sur case blanche h3 · Pion noir sur case blanche a2 · Pion blanc sur case noire b2 · Fou noir sur case blanche f1 · Fou noir sur case noire g1 | Roi noir sur case blanche a8 · Fou blanc sur case noire a7 · Pion noir sur case blanche h7 · Pion blanc sur case noire b6 · Pion blanc sur case blanche g6 · Pion noir sur case noire h6 · Pion blanc sur case noire a5 · Pion blanc sur case noire g5 · Pion noir sur case blanche h5 · Pion blanc sur case noire b4 · Pion blanc sur case noire a3 · Roi blanc sur case noire g3 · Pion noir sur case blanche h3 · Pion noir sur case blanche a2 · Pion blanc sur case noire b2 · Fou noir sur case blanche f1 · Fou noir sur case noire g1 | Roi noir sur case blanche a8 · Fou blanc sur case noire a7 · Pion noir sur case blanche h7 · Pion blanc sur case noire b6 · Pion blanc sur case blanche g6 · Pion noir sur case noire h6 · Pion blanc sur case noire a5 · Pion blanc sur case noire g5 · Pion noir sur case blanche h5 · Pion blanc sur case noire b4 · Pion blanc sur case noire a3 · Roi blanc sur case noire g3 · Pion noir sur case blanche h3 · Pion noir sur case blanche a2 · Pion blanc sur case noire b2 · Fou noir sur case blanche f1 · Fou noir sur case noire g1 | Roi noir sur case blanche a8 · Fou blanc sur case noire a7 · Pion noir sur case blanche h7 · Pion blanc sur case noire b6 · Pion blanc sur case blanche g6 · Pion noir sur case noire h6 · Pion blanc sur case noire a5 · Pion blanc sur case noire g5 · Pion noir sur case blanche h5 · Pion blanc sur case noire b4 · Pion blanc sur case noire a3 · Roi blanc sur case noire g3 · Pion noir sur case blanche h3 · Pion noir sur case blanche a2 · Pion blanc sur case noire b2 · Fou noir sur case blanche f1 · Fou noir sur case noire g1 | Roi noir sur case blanche a8 · Fou blanc sur case noire a7 · Pion noir sur case blanche h7 · Pion blanc sur case noire b6 · Pion blanc sur case blanche g6 · Pion noir sur case noire h6 · Pion blanc sur case noire a5 · Pion blanc sur case noire g5 · Pion noir sur case blanche h5 · Pion blanc sur case noire b4 · Pion blanc sur case noire a3 · Roi blanc sur case noire g3 · Pion noir sur case blanche h3 · Pion noir sur case blanche a2 · Pion blanc sur case noire b2 · Fou noir sur case blanche f1 · Fou noir sur case noire g1 | 7 |
| 6 | Roi noir sur case blanche a8 · Fou blanc sur case noire a7 · Pion noir sur case blanche h7 · Pion blanc sur case noire b6 · Pion blanc sur case blanche g6 · Pion noir sur case noire h6 · Pion blanc sur case noire a5 · Pion blanc sur case noire g5 · Pion noir sur case blanche h5 · Pion blanc sur case noire b4 · Pion blanc sur case noire a3 · Roi blanc sur case noire g3 · Pion noir sur case blanche h3 · Pion noir sur case blanche a2 · Pion blanc sur case noire b2 · Fou noir sur case blanche f1 · Fou noir sur case noire g1 | Roi noir sur case blanche a8 · Fou blanc sur case noire a7 · Pion noir sur case blanche h7 · Pion blanc sur case noire b6 · Pion blanc sur case blanche g6 · Pion noir sur case noire h6 · Pion blanc sur case noire a5 · Pion blanc sur case noire g5 · Pion noir sur case blanche h5 · Pion blanc sur case noire b4 · Pion blanc sur case noire a3 · Roi blanc sur case noire g3 · Pion noir sur case blanche h3 · Pion noir sur case blanche a2 · Pion blanc sur case noire b2 · Fou noir sur case blanche f1 · Fou noir sur case noire g1 | Roi noir sur case blanche a8 · Fou blanc sur case noire a7 · Pion noir sur case blanche h7 · Pion blanc sur case noire b6 · Pion blanc sur case blanche g6 · Pion noir sur case noire h6 · Pion blanc sur case noire a5 · Pion blanc sur case noire g5 · Pion noir sur case blanche h5 · Pion blanc sur case noire b4 · Pion blanc sur case noire a3 · Roi blanc sur case noire g3 · Pion noir sur case blanche h3 · Pion noir sur case blanche a2 · Pion blanc sur case noire b2 · Fou noir sur case blanche f1 · Fou noir sur case noire g1 | Roi noir sur case blanche a8 · Fou blanc sur case noire a7 · Pion noir sur case blanche h7 · Pion blanc sur case noire b6 · Pion blanc sur case blanche g6 · Pion noir sur case noire h6 · Pion blanc sur case noire a5 · Pion blanc sur case noire g5 · Pion noir sur case blanche h5 · Pion blanc sur case noire b4 · Pion blanc sur case noire a3 · Roi blanc sur case noire g3 · Pion noir sur case blanche h3 · Pion noir sur case blanche a2 · Pion blanc sur case noire b2 · Fou noir sur case blanche f1 · Fou noir sur case noire g1 | Roi noir sur case blanche a8 · Fou blanc sur case noire a7 · Pion noir sur case blanche h7 · Pion blanc sur case noire b6 · Pion blanc sur case blanche g6 · Pion noir sur case noire h6 · Pion blanc sur case noire a5 · Pion blanc sur case noire g5 · Pion noir sur case blanche h5 · Pion blanc sur case noire b4 · Pion blanc sur case noire a3 · Roi blanc sur case noire g3 · Pion noir sur case blanche h3 · Pion noir sur case blanche a2 · Pion blanc sur case noire b2 · Fou noir sur case blanche f1 · Fou noir sur case noire g1 | Roi noir sur case blanche a8 · Fou blanc sur case noire a7 · Pion noir sur case blanche h7 · Pion blanc sur case noire b6 · Pion blanc sur case blanche g6 · Pion noir sur case noire h6 · Pion blanc sur case noire a5 · Pion blanc sur case noire g5 · Pion noir sur case blanche h5 · Pion blanc sur case noire b4 · Pion blanc sur case noire a3 · Roi blanc sur case noire g3 · Pion noir sur case blanche h3 · Pion noir sur case blanche a2 · Pion blanc sur case noire b2 · Fou noir sur case blanche f1 · Fou noir sur case noire g1 | Roi noir sur case blanche a8 · Fou blanc sur case noire a7 · Pion noir sur case blanche h7 · Pion blanc sur case noire b6 · Pion blanc sur case blanche g6 · Pion noir sur case noire h6 · Pion blanc sur case noire a5 · Pion blanc sur case noire g5 · Pion noir sur case blanche h5 · Pion blanc sur case noire b4 · Pion blanc sur case noire a3 · Roi blanc sur case noire g3 · Pion noir sur case blanche h3 · Pion noir sur case blanche a2 · Pion blanc sur case noire b2 · Fou noir sur case blanche f1 · Fou noir sur case noire g1 | Roi noir sur case blanche a8 · Fou blanc sur case noire a7 · Pion noir sur case blanche h7 · Pion blanc sur case noire b6 · Pion blanc sur case blanche g6 · Pion noir sur case noire h6 · Pion blanc sur case noire a5 · Pion blanc sur case noire g5 · Pion noir sur case blanche h5 · Pion blanc sur case noire b4 · Pion blanc sur case noire a3 · Roi blanc sur case noire g3 · Pion noir sur case blanche h3 · Pion noir sur case blanche a2 · Pion blanc sur case noire b2 · Fou noir sur case blanche f1 · Fou noir sur case noire g1 | 6 |
| 5 | Roi noir sur case blanche a8 · Fou blanc sur case noire a7 · Pion noir sur case blanche h7 · Pion blanc sur case noire b6 · Pion blanc sur case blanche g6 · Pion noir sur case noire h6 · Pion blanc sur case noire a5 · Pion blanc sur case noire g5 · Pion noir sur case blanche h5 · Pion blanc sur case noire b4 · Pion blanc sur case noire a3 · Roi blanc sur case noire g3 · Pion noir sur case blanche h3 · Pion noir sur case blanche a2 · Pion blanc sur case noire b2 · Fou noir sur case blanche f1 · Fou noir sur case noire g1 | Roi noir sur case blanche a8 · Fou blanc sur case noire a7 · Pion noir sur case blanche h7 · Pion blanc sur case noire b6 · Pion blanc sur case blanche g6 · Pion noir sur case noire h6 · Pion blanc sur case noire a5 · Pion blanc sur case noire g5 · Pion noir sur case blanche h5 · Pion blanc sur case noire b4 · Pion blanc sur case noire a3 · Roi blanc sur case noire g3 · Pion noir sur case blanche h3 · Pion noir sur case blanche a2 · Pion blanc sur case noire b2 · Fou noir sur case blanche f1 · Fou noir sur case noire g1 | Roi noir sur case blanche a8 · Fou blanc sur case noire a7 · Pion noir sur case blanche h7 · Pion blanc sur case noire b6 · Pion blanc sur case blanche g6 · Pion noir sur case noire h6 · Pion blanc sur case noire a5 · Pion blanc sur case noire g5 · Pion noir sur case blanche h5 · Pion blanc sur case noire b4 · Pion blanc sur case noire a3 · Roi blanc sur case noire g3 · Pion noir sur case blanche h3 · Pion noir sur case blanche a2 · Pion blanc sur case noire b2 · Fou noir sur case blanche f1 · Fou noir sur case noire g1 | Roi noir sur case blanche a8 · Fou blanc sur case noire a7 · Pion noir sur case blanche h7 · Pion blanc sur case noire b6 · Pion blanc sur case blanche g6 · Pion noir sur case noire h6 · Pion blanc sur case noire a5 · Pion blanc sur case noire g5 · Pion noir sur case blanche h5 · Pion blanc sur case noire b4 · Pion blanc sur case noire a3 · Roi blanc sur case noire g3 · Pion noir sur case blanche h3 · Pion noir sur case blanche a2 · Pion blanc sur case noire b2 · Fou noir sur case blanche f1 · Fou noir sur case noire g1 | Roi noir sur case blanche a8 · Fou blanc sur case noire a7 · Pion noir sur case blanche h7 · Pion blanc sur case noire b6 · Pion blanc sur case blanche g6 · Pion noir sur case noire h6 · Pion blanc sur case noire a5 · Pion blanc sur case noire g5 · Pion noir sur case blanche h5 · Pion blanc sur case noire b4 · Pion blanc sur case noire a3 · Roi blanc sur case noire g3 · Pion noir sur case blanche h3 · Pion noir sur case blanche a2 · Pion blanc sur case noire b2 · Fou noir sur case blanche f1 · Fou noir sur case noire g1 | Roi noir sur case blanche a8 · Fou blanc sur case noire a7 · Pion noir sur case blanche h7 · Pion blanc sur case noire b6 · Pion blanc sur case blanche g6 · Pion noir sur case noire h6 · Pion blanc sur case noire a5 · Pion blanc sur case noire g5 · Pion noir sur case blanche h5 · Pion blanc sur case noire b4 · Pion blanc sur case noire a3 · Roi blanc sur case noire g3 · Pion noir sur case blanche h3 · Pion noir sur case blanche a2 · Pion blanc sur case noire b2 · Fou noir sur case blanche f1 · Fou noir sur case noire g1 | Roi noir sur case blanche a8 · Fou blanc sur case noire a7 · Pion noir sur case blanche h7 · Pion blanc sur case noire b6 · Pion blanc sur case blanche g6 · Pion noir sur case noire h6 · Pion blanc sur case noire a5 · Pion blanc sur case noire g5 · Pion noir sur case blanche h5 · Pion blanc sur case noire b4 · Pion blanc sur case noire a3 · Roi blanc sur case noire g3 · Pion noir sur case blanche h3 · Pion noir sur case blanche a2 · Pion blanc sur case noire b2 · Fou noir sur case blanche f1 · Fou noir sur case noire g1 | Roi noir sur case blanche a8 · Fou blanc sur case noire a7 · Pion noir sur case blanche h7 · Pion blanc sur case noire b6 · Pion blanc sur case blanche g6 · Pion noir sur case noire h6 · Pion blanc sur case noire a5 · Pion blanc sur case noire g5 · Pion noir sur case blanche h5 · Pion blanc sur case noire b4 · Pion blanc sur case noire a3 · Roi blanc sur case noire g3 · Pion noir sur case blanche h3 · Pion noir sur case blanche a2 · Pion blanc sur case noire b2 · Fou noir sur case blanche f1 · Fou noir sur case noire g1 | 5 |
| 4 | Roi noir sur case blanche a8 · Fou blanc sur case noire a7 · Pion noir sur case blanche h7 · Pion blanc sur case noire b6 · Pion blanc sur case blanche g6 · Pion noir sur case noire h6 · Pion blanc sur case noire a5 · Pion blanc sur case noire g5 · Pion noir sur case blanche h5 · Pion blanc sur case noire b4 · Pion blanc sur case noire a3 · Roi blanc sur case noire g3 · Pion noir sur case blanche h3 · Pion noir sur case blanche a2 · Pion blanc sur case noire b2 · Fou noir sur case blanche f1 · Fou noir sur case noire g1 | Roi noir sur case blanche a8 · Fou blanc sur case noire a7 · Pion noir sur case blanche h7 · Pion blanc sur case noire b6 · Pion blanc sur case blanche g6 · Pion noir sur case noire h6 · Pion blanc sur case noire a5 · Pion blanc sur case noire g5 · Pion noir sur case blanche h5 · Pion blanc sur case noire b4 · Pion blanc sur case noire a3 · Roi blanc sur case noire g3 · Pion noir sur case blanche h3 · Pion noir sur case blanche a2 · Pion blanc sur case noire b2 · Fou noir sur case blanche f1 · Fou noir sur case noire g1 | Roi noir sur case blanche a8 · Fou blanc sur case noire a7 · Pion noir sur case blanche h7 · Pion blanc sur case noire b6 · Pion blanc sur case blanche g6 · Pion noir sur case noire h6 · Pion blanc sur case noire a5 · Pion blanc sur case noire g5 · Pion noir sur case blanche h5 · Pion blanc sur case noire b4 · Pion blanc sur case noire a3 · Roi blanc sur case noire g3 · Pion noir sur case blanche h3 · Pion noir sur case blanche a2 · Pion blanc sur case noire b2 · Fou noir sur case blanche f1 · Fou noir sur case noire g1 | Roi noir sur case blanche a8 · Fou blanc sur case noire a7 · Pion noir sur case blanche h7 · Pion blanc sur case noire b6 · Pion blanc sur case blanche g6 · Pion noir sur case noire h6 · Pion blanc sur case noire a5 · Pion blanc sur case noire g5 · Pion noir sur case blanche h5 · Pion blanc sur case noire b4 · Pion blanc sur case noire a3 · Roi blanc sur case noire g3 · Pion noir sur case blanche h3 · Pion noir sur case blanche a2 · Pion blanc sur case noire b2 · Fou noir sur case blanche f1 · Fou noir sur case noire g1 | Roi noir sur case blanche a8 · Fou blanc sur case noire a7 · Pion noir sur case blanche h7 · Pion blanc sur case noire b6 · Pion blanc sur case blanche g6 · Pion noir sur case noire h6 · Pion blanc sur case noire a5 · Pion blanc sur case noire g5 · Pion noir sur case blanche h5 · Pion blanc sur case noire b4 · Pion blanc sur case noire a3 · Roi blanc sur case noire g3 · Pion noir sur case blanche h3 · Pion noir sur case blanche a2 · Pion blanc sur case noire b2 · Fou noir sur case blanche f1 · Fou noir sur case noire g1 | Roi noir sur case blanche a8 · Fou blanc sur case noire a7 · Pion noir sur case blanche h7 · Pion blanc sur case noire b6 · Pion blanc sur case blanche g6 · Pion noir sur case noire h6 · Pion blanc sur case noire a5 · Pion blanc sur case noire g5 · Pion noir sur case blanche h5 · Pion blanc sur case noire b4 · Pion blanc sur case noire a3 · Roi blanc sur case noire g3 · Pion noir sur case blanche h3 · Pion noir sur case blanche a2 · Pion blanc sur case noire b2 · Fou noir sur case blanche f1 · Fou noir sur case noire g1 | Roi noir sur case blanche a8 · Fou blanc sur case noire a7 · Pion noir sur case blanche h7 · Pion blanc sur case noire b6 · Pion blanc sur case blanche g6 · Pion noir sur case noire h6 · Pion blanc sur case noire a5 · Pion blanc sur case noire g5 · Pion noir sur case blanche h5 · Pion blanc sur case noire b4 · Pion blanc sur case noire a3 · Roi blanc sur case noire g3 · Pion noir sur case blanche h3 · Pion noir sur case blanche a2 · Pion blanc sur case noire b2 · Fou noir sur case blanche f1 · Fou noir sur case noire g1 | Roi noir sur case blanche a8 · Fou blanc sur case noire a7 · Pion noir sur case blanche h7 · Pion blanc sur case noire b6 · Pion blanc sur case blanche g6 · Pion noir sur case noire h6 · Pion blanc sur case noire a5 · Pion blanc sur case noire g5 · Pion noir sur case blanche h5 · Pion blanc sur case noire b4 · Pion blanc sur case noire a3 · Roi blanc sur case noire g3 · Pion noir sur case blanche h3 · Pion noir sur case blanche a2 · Pion blanc sur case noire b2 · Fou noir sur case blanche f1 · Fou noir sur case noire g1 | 4 |
| 3 | Roi noir sur case blanche a8 · Fou blanc sur case noire a7 · Pion noir sur case blanche h7 · Pion blanc sur case noire b6 · Pion blanc sur case blanche g6 · Pion noir sur case noire h6 · Pion blanc sur case noire a5 · Pion blanc sur case noire g5 · Pion noir sur case blanche h5 · Pion blanc sur case noire b4 · Pion blanc sur case noire a3 · Roi blanc sur case noire g3 · Pion noir sur case blanche h3 · Pion noir sur case blanche a2 · Pion blanc sur case noire b2 · Fou noir sur case blanche f1 · Fou noir sur case noire g1 | Roi noir sur case blanche a8 · Fou blanc sur case noire a7 · Pion noir sur case blanche h7 · Pion blanc sur case noire b6 · Pion blanc sur case blanche g6 · Pion noir sur case noire h6 · Pion blanc sur case noire a5 · Pion blanc sur case noire g5 · Pion noir sur case blanche h5 · Pion blanc sur case noire b4 · Pion blanc sur case noire a3 · Roi blanc sur case noire g3 · Pion noir sur case blanche h3 · Pion noir sur case blanche a2 · Pion blanc sur case noire b2 · Fou noir sur case blanche f1 · Fou noir sur case noire g1 | Roi noir sur case blanche a8 · Fou blanc sur case noire a7 · Pion noir sur case blanche h7 · Pion blanc sur case noire b6 · Pion blanc sur case blanche g6 · Pion noir sur case noire h6 · Pion blanc sur case noire a5 · Pion blanc sur case noire g5 · Pion noir sur case blanche h5 · Pion blanc sur case noire b4 · Pion blanc sur case noire a3 · Roi blanc sur case noire g3 · Pion noir sur case blanche h3 · Pion noir sur case blanche a2 · Pion blanc sur case noire b2 · Fou noir sur case blanche f1 · Fou noir sur case noire g1 | Roi noir sur case blanche a8 · Fou blanc sur case noire a7 · Pion noir sur case blanche h7 · Pion blanc sur case noire b6 · Pion blanc sur case blanche g6 · Pion noir sur case noire h6 · Pion blanc sur case noire a5 · Pion blanc sur case noire g5 · Pion noir sur case blanche h5 · Pion blanc sur case noire b4 · Pion blanc sur case noire a3 · Roi blanc sur case noire g3 · Pion noir sur case blanche h3 · Pion noir sur case blanche a2 · Pion blanc sur case noire b2 · Fou noir sur case blanche f1 · Fou noir sur case noire g1 | Roi noir sur case blanche a8 · Fou blanc sur case noire a7 · Pion noir sur case blanche h7 · Pion blanc sur case noire b6 · Pion blanc sur case blanche g6 · Pion noir sur case noire h6 · Pion blanc sur case noire a5 · Pion blanc sur case noire g5 · Pion noir sur case blanche h5 · Pion blanc sur case noire b4 · Pion blanc sur case noire a3 · Roi blanc sur case noire g3 · Pion noir sur case blanche h3 · Pion noir sur case blanche a2 · Pion blanc sur case noire b2 · Fou noir sur case blanche f1 · Fou noir sur case noire g1 | Roi noir sur case blanche a8 · Fou blanc sur case noire a7 · Pion noir sur case blanche h7 · Pion blanc sur case noire b6 · Pion blanc sur case blanche g6 · Pion noir sur case noire h6 · Pion blanc sur case noire a5 · Pion blanc sur case noire g5 · Pion noir sur case blanche h5 · Pion blanc sur case noire b4 · Pion blanc sur case noire a3 · Roi blanc sur case noire g3 · Pion noir sur case blanche h3 · Pion noir sur case blanche a2 · Pion blanc sur case noire b2 · Fou noir sur case blanche f1 · Fou noir sur case noire g1 | Roi noir sur case blanche a8 · Fou blanc sur case noire a7 · Pion noir sur case blanche h7 · Pion blanc sur case noire b6 · Pion blanc sur case blanche g6 · Pion noir sur case noire h6 · Pion blanc sur case noire a5 · Pion blanc sur case noire g5 · Pion noir sur case blanche h5 · Pion blanc sur case noire b4 · Pion blanc sur case noire a3 · Roi blanc sur case noire g3 · Pion noir sur case blanche h3 · Pion noir sur case blanche a2 · Pion blanc sur case noire b2 · Fou noir sur case blanche f1 · Fou noir sur case noire g1 | Roi noir sur case blanche a8 · Fou blanc sur case noire a7 · Pion noir sur case blanche h7 · Pion blanc sur case noire b6 · Pion blanc sur case blanche g6 · Pion noir sur case noire h6 · Pion blanc sur case noire a5 · Pion blanc sur case noire g5 · Pion noir sur case blanche h5 · Pion blanc sur case noire b4 · Pion blanc sur case noire a3 · Roi blanc sur case noire g3 · Pion noir sur case blanche h3 · Pion noir sur case blanche a2 · Pion blanc sur case noire b2 · Fou noir sur case blanche f1 · Fou noir sur case noire g1 | 3 |
| 2 | Roi noir sur case blanche a8 · Fou blanc sur case noire a7 · Pion noir sur case blanche h7 · Pion blanc sur case noire b6 · Pion blanc sur case blanche g6 · Pion noir sur case noire h6 · Pion blanc sur case noire a5 · Pion blanc sur case noire g5 · Pion noir sur case blanche h5 · Pion blanc sur case noire b4 · Pion blanc sur case noire a3 · Roi blanc sur case noire g3 · Pion noir sur case blanche h3 · Pion noir sur case blanche a2 · Pion blanc sur case noire b2 · Fou noir sur case blanche f1 · Fou noir sur case noire g1 | Roi noir sur case blanche a8 · Fou blanc sur case noire a7 · Pion noir sur case blanche h7 · Pion blanc sur case noire b6 · Pion blanc sur case blanche g6 · Pion noir sur case noire h6 · Pion blanc sur case noire a5 · Pion blanc sur case noire g5 · Pion noir sur case blanche h5 · Pion blanc sur case noire b4 · Pion blanc sur case noire a3 · Roi blanc sur case noire g3 · Pion noir sur case blanche h3 · Pion noir sur case blanche a2 · Pion blanc sur case noire b2 · Fou noir sur case blanche f1 · Fou noir sur case noire g1 | Roi noir sur case blanche a8 · Fou blanc sur case noire a7 · Pion noir sur case blanche h7 · Pion blanc sur case noire b6 · Pion blanc sur case blanche g6 · Pion noir sur case noire h6 · Pion blanc sur case noire a5 · Pion blanc sur case noire g5 · Pion noir sur case blanche h5 · Pion blanc sur case noire b4 · Pion blanc sur case noire a3 · Roi blanc sur case noire g3 · Pion noir sur case blanche h3 · Pion noir sur case blanche a2 · Pion blanc sur case noire b2 · Fou noir sur case blanche f1 · Fou noir sur case noire g1 | Roi noir sur case blanche a8 · Fou blanc sur case noire a7 · Pion noir sur case blanche h7 · Pion blanc sur case noire b6 · Pion blanc sur case blanche g6 · Pion noir sur case noire h6 · Pion blanc sur case noire a5 · Pion blanc sur case noire g5 · Pion noir sur case blanche h5 · Pion blanc sur case noire b4 · Pion blanc sur case noire a3 · Roi blanc sur case noire g3 · Pion noir sur case blanche h3 · Pion noir sur case blanche a2 · Pion blanc sur case noire b2 · Fou noir sur case blanche f1 · Fou noir sur case noire g1 | Roi noir sur case blanche a8 · Fou blanc sur case noire a7 · Pion noir sur case blanche h7 · Pion blanc sur case noire b6 · Pion blanc sur case blanche g6 · Pion noir sur case noire h6 · Pion blanc sur case noire a5 · Pion blanc sur case noire g5 · Pion noir sur case blanche h5 · Pion blanc sur case noire b4 · Pion blanc sur case noire a3 · Roi blanc sur case noire g3 · Pion noir sur case blanche h3 · Pion noir sur case blanche a2 · Pion blanc sur case noire b2 · Fou noir sur case blanche f1 · Fou noir sur case noire g1 | Roi noir sur case blanche a8 · Fou blanc sur case noire a7 · Pion noir sur case blanche h7 · Pion blanc sur case noire b6 · Pion blanc sur case blanche g6 · Pion noir sur case noire h6 · Pion blanc sur case noire a5 · Pion blanc sur case noire g5 · Pion noir sur case blanche h5 · Pion blanc sur case noire b4 · Pion blanc sur case noire a3 · Roi blanc sur case noire g3 · Pion noir sur case blanche h3 · Pion noir sur case blanche a2 · Pion blanc sur case noire b2 · Fou noir sur case blanche f1 · Fou noir sur case noire g1 | Roi noir sur case blanche a8 · Fou blanc sur case noire a7 · Pion noir sur case blanche h7 · Pion blanc sur case noire b6 · Pion blanc sur case blanche g6 · Pion noir sur case noire h6 · Pion blanc sur case noire a5 · Pion blanc sur case noire g5 · Pion noir sur case blanche h5 · Pion blanc sur case noire b4 · Pion blanc sur case noire a3 · Roi blanc sur case noire g3 · Pion noir sur case blanche h3 · Pion noir sur case blanche a2 · Pion blanc sur case noire b2 · Fou noir sur case blanche f1 · Fou noir sur case noire g1 | Roi noir sur case blanche a8 · Fou blanc sur case noire a7 · Pion noir sur case blanche h7 · Pion blanc sur case noire b6 · Pion blanc sur case blanche g6 · Pion noir sur case noire h6 · Pion blanc sur case noire a5 · Pion blanc sur case noire g5 · Pion noir sur case blanche h5 · Pion blanc sur case noire b4 · Pion blanc sur case noire a3 · Roi blanc sur case noire g3 · Pion noir sur case blanche h3 · Pion noir sur case blanche a2 · Pion blanc sur case noire b2 · Fou noir sur case blanche f1 · Fou noir sur case noire g1 | 2 |
| 1 | Roi noir sur case blanche a8 · Fou blanc sur case noire a7 · Pion noir sur case blanche h7 · Pion blanc sur case noire b6 · Pion blanc sur case blanche g6 · Pion noir sur case noire h6 · Pion blanc sur case noire a5 · Pion blanc sur case noire g5 · Pion noir sur case blanche h5 · Pion blanc sur case noire b4 · Pion blanc sur case noire a3 · Roi blanc sur case noire g3 · Pion noir sur case blanche h3 · Pion noir sur case blanche a2 · Pion blanc sur case noire b2 · Fou noir sur case blanche f1 · Fou noir sur case noire g1 | Roi noir sur case blanche a8 · Fou blanc sur case noire a7 · Pion noir sur case blanche h7 · Pion blanc sur case noire b6 · Pion blanc sur case blanche g6 · Pion noir sur case noire h6 · Pion blanc sur case noire a5 · Pion blanc sur case noire g5 · Pion noir sur case blanche h5 · Pion blanc sur case noire b4 · Pion blanc sur case noire a3 · Roi blanc sur case noire g3 · Pion noir sur case blanche h3 · Pion noir sur case blanche a2 · Pion blanc sur case noire b2 · Fou noir sur case blanche f1 · Fou noir sur case noire g1 | Roi noir sur case blanche a8 · Fou blanc sur case noire a7 · Pion noir sur case blanche h7 · Pion blanc sur case noire b6 · Pion blanc sur case blanche g6 · Pion noir sur case noire h6 · Pion blanc sur case noire a5 · Pion blanc sur case noire g5 · Pion noir sur case blanche h5 · Pion blanc sur case noire b4 · Pion blanc sur case noire a3 · Roi blanc sur case noire g3 · Pion noir sur case blanche h3 · Pion noir sur case blanche a2 · Pion blanc sur case noire b2 · Fou noir sur case blanche f1 · Fou noir sur case noire g1 | Roi noir sur case blanche a8 · Fou blanc sur case noire a7 · Pion noir sur case blanche h7 · Pion blanc sur case noire b6 · Pion blanc sur case blanche g6 · Pion noir sur case noire h6 · Pion blanc sur case noire a5 · Pion blanc sur case noire g5 · Pion noir sur case blanche h5 · Pion blanc sur case noire b4 · Pion blanc sur case noire a3 · Roi blanc sur case noire g3 · Pion noir sur case blanche h3 · Pion noir sur case blanche a2 · Pion blanc sur case noire b2 · Fou noir sur case blanche f1 · Fou noir sur case noire g1 | Roi noir sur case blanche a8 · Fou blanc sur case noire a7 · Pion noir sur case blanche h7 · Pion blanc sur case noire b6 · Pion blanc sur case blanche g6 · Pion noir sur case noire h6 · Pion blanc sur case noire a5 · Pion blanc sur case noire g5 · Pion noir sur case blanche h5 · Pion blanc sur case noire b4 · Pion blanc sur case noire a3 · Roi blanc sur case noire g3 · Pion noir sur case blanche h3 · Pion noir sur case blanche a2 · Pion blanc sur case noire b2 · Fou noir sur case blanche f1 · Fou noir sur case noire g1 | Roi noir sur case blanche a8 · Fou blanc sur case noire a7 · Pion noir sur case blanche h7 · Pion blanc sur case noire b6 · Pion blanc sur case blanche g6 · Pion noir sur case noire h6 · Pion blanc sur case noire a5 · Pion blanc sur case noire g5 · Pion noir sur case blanche h5 · Pion blanc sur case noire b4 · Pion blanc sur case noire a3 · Roi blanc sur case noire g3 · Pion noir sur case blanche h3 · Pion noir sur case blanche a2 · Pion blanc sur case noire b2 · Fou noir sur case blanche f1 · Fou noir sur case noire g1 | Roi noir sur case blanche a8 · Fou blanc sur case noire a7 · Pion noir sur case blanche h7 · Pion blanc sur case noire b6 · Pion blanc sur case blanche g6 · Pion noir sur case noire h6 · Pion blanc sur case noire a5 · Pion blanc sur case noire g5 · Pion noir sur case blanche h5 · Pion blanc sur case noire b4 · Pion blanc sur case noire a3 · Roi blanc sur case noire g3 · Pion noir sur case blanche h3 · Pion noir sur case blanche a2 · Pion blanc sur case noire b2 · Fou noir sur case blanche f1 · Fou noir sur case noire g1 | Roi noir sur case blanche a8 · Fou blanc sur case noire a7 · Pion noir sur case blanche h7 · Pion blanc sur case noire b6 · Pion blanc sur case blanche g6 · Pion noir sur case noire h6 · Pion blanc sur case noire a5 · Pion blanc sur case noire g5 · Pion noir sur case blanche h5 · Pion blanc sur case noire b4 · Pion blanc sur case noire a3 · Roi blanc sur case noire g3 · Pion noir sur case blanche h3 · Pion noir sur case blanche a2 · Pion blanc sur case noire b2 · Fou noir sur case blanche f1 · Fou noir sur case noire g1 | 1 |
|   | a | b | c | d | e | f | g | h |   |

## Publications
Les publications de Dawson sur le jeu d'échecs incluent notamment :
- Caissa's Playthings - série d'articles dans Cheltenham Examiner, 1913
- Retrograde Analysis (avec W. Hunsdorfer), 1915
- Fata Morgana (avec Birgfeld, Nanz, Massmann, Pauly), 1922
- Asymmetry (avec W. Pauly), 1928
- Seventy Five Retros, 1928
- Caissa's Wild Roses, 1935
- C. M. Fox, His Problems, 1936
- Caissa's Wild Roses in Clusters, 1937
- Ultimate Themes, 1938
- Caissa's Fairy Tales, 1947

Les cinq derniers titres ont ensuite été regroupés et publiés en 1973 dans le livre Five Classics of Fairy Chess (Dover Publications)  (ISBN 9780486229102)